# Vlado Bučkovski
Vlado Bučkovski (in macedone Владо Бучковски) (Skopje, 2 dicembre 1962) è un politico macedone.
Ha ricoperto la carica di Primo Ministro della Repubblica di Macedonia, eletto dalla Sobranie, il parlamento nazionale, dal 17 dicembre 2004 al 28 agosto 2006. Era stato in precedenza ministro della difesa dal maggio 2001 al novembre 2001 e dal novembre 2002 al dicembre 2004. È inoltre l'attuale presidente dell'Unione Socialdemocratica di Macedonia.

## Educazione
Bučkovski si è laureato alla Facoltà di Legge a Skopje nel 1986, prendendo varie specializzazioni nel 1992 e nel 1998 sul tema "Diritto Romano e Contemporaneo".

## Esperienze lavorative e politiche
Dal 1987 al 1988 Bučkovski lavorò come collaboratore esperto al Parlamento della Repubblica di Macedonia.
Nel periodo dal 1988 al 2002 lavorò come lettore, collaboratore e assistente alla Facoltà di Legge a Skopje, mentre nel 2003 divenne professore associato della stessa facoltà.
Nel periodo dal 1998 al 2000 Bučkovski è stato un membro della Commissione Elettorale Statale; mentre nel 2000-2001 è stato uno dei presidenti del Consiglio Cittadino di Skopje.
Nel periodo dal 13 maggio fino al 26 novembre del 2001 fu Ministro della Difesa nell'ampia coalizione di governo.
Dal 1º novembre 2002 Bučkovski diventò un membro del Governo della Repubblica di Macedonia, nel quale ricoprì la funzione di Ministro della Difesa.
Bučkovski divenne uno dei presidenti del Consiglio Legale di Governo il 15 settembre 2003. Venne eletto quale leader del partito Unione Socialdemocratica di Macedonia il 26 novembre 2004. Lo stesso giorno gli fu assegnato il mandato per la composizione di un nuovo governo, dopo le dimissioni dell'ex Primo Ministro Hari Kostov. Alle elezioni presidenziali del 5 luglio 2006 la coalizione da lui guidata perse le elezioni e l'incarico di formare un nuovo governo venne affidato a Nikola Gruevski